# (11789) Kempowski
(11789) Kempowski est un astéroïde de la ceinture principale de la famille de Hungaria.

## Description
(11789) Kempowski est un astéroïde de la ceinture principale, de la famille de Hungaria. Il présente une orbite caractérisée par un demi-grand axe de 1,95 UA, une excentricité de 0,05 et une inclinaison de 21,4° par rapport à l'écliptique.

## Compléments